# Temple Antoiniste

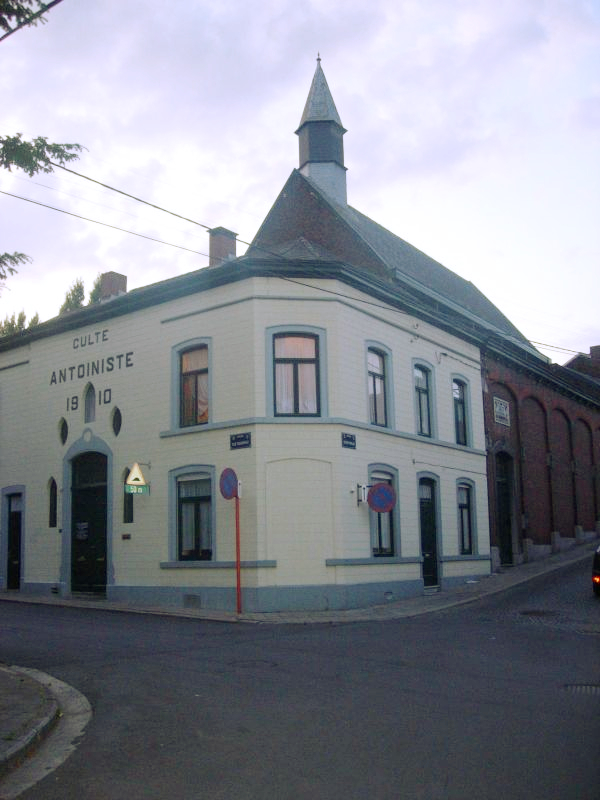
Voormalig café met daarachter de Antoinistische kerk

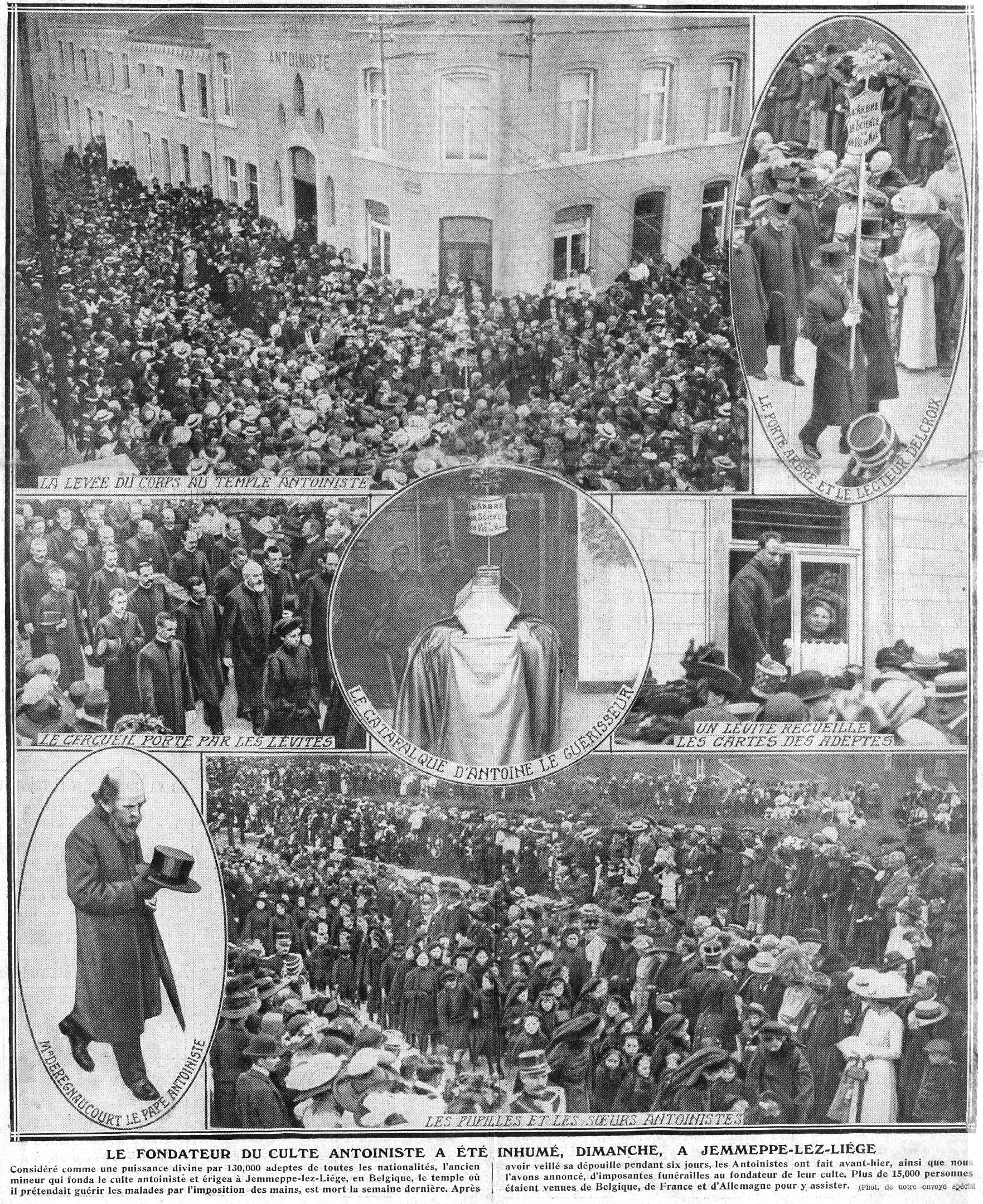
De begrafenis van Antoine

De Temple Antoiniste is een antoinistisch complex annex kerkgebouw, gelegen aan de Rue Rousseau 2-24 te Jemeppe-sur-Meuse in de Belgische provincie Luik.

## Geschiedenis
Het is in Jemeppe, en wel in het Kasteel van Ordange, dat een voormalig mijnwerker, Louis Antoine (le guérisseur), naar verluidt een aantal mensen door handoplegging genas. Na een vroom-katholieke jeugd ging hij over op het spiritisme en stichtte in zijn huis aan de Rue des Tombales de spiritistische kring: Les Vignerons du Seigneur. Ook ging hij over tot genezingen door handoplegging. Langzamerhand keerde hij zich van het spiritisme af en stichtte een eigen godsdienst, Nouveau Spiritualisme genaamd, later Antoinisme genoemd. In 1905 liet hij een kerkgebouw (temple) op het terrein van zijn woning bouwen. Tussen 1906 en 1909 kocht hij het café op de straathoek op om daar zijn geneeskunstpraktijk ten uitvoer te brengen. In 1910 werd het kerkje ingewijd. Er werden nog een vijftal naast elkaar liggende panden aan de Rue Rousseau aangekocht, 19e-eeuwse panden die oorspronkelijk voor het personeel van de bedrijven van John Cockerill waren gebouwd. In 1912 overleed Antoine en werd onder grote belangstelling begraven.

## Heden
Jemeppe-sur Meuse wordt beschouwd als het centrum van de antoinistische beweging, die wereldwijd enkele tientallen kerkgebouwen bezit. Er is in de panden te Jemeppe onder meer een leeszaal en een bibliotheek ondergebracht.
Het complex is geklasseerd als monument.